# Freddie (chanteur)
Freddie, de son vrai nom Gábor Alfréd Fehérvári, né le 8 avril 1990 à Budapest en Hongrie, est un chanteur hongrois.
Le 27 février 2016, il remporte la finale nationale "A Dal 2016" et est choisi pour représenter la Hongrie au concours Eurovision de la chanson 2016 à Stockholm, en Suède avec la chanson Pioneer (Pionnier).
Il participe à la première demi-finale, le 10 mai 2016 où il se qualifie pour la finale du 14 mai. Finalement il termine à la 19e place avec 108 points.

## Discographie

### Singles
- "Mary Joe" (2015)
- "Pioneer" (2015)